# Ван Сент, Гас
Гас Грин Ван Сент-младший (англ. Gus Green Van Sant Jr.; род. 24 июля 1952, Луисвилль, штат Кентукки, США) — американский режиссёр, писатель, художник, фотограф и музыкант.
Ван Сент начинал карьеру как представитель американского независимого и квир-кино, но затем снимал и крупнобюджетные голливудские ленты, рассчитанные на самую широкую публику. Лауреат «Золотой пальмовой ветви» за фильм «Слон» (2003). Двукратный номинант на премию «Оскар» как лучший режиссёр за фильмы «Умница Уилл Хантинг» и «Харви Милк».

## Биография
Гас Ван Сент-младший — потомок состоятельных голландских эмигрантов, родился 24 июля 1952 года в городе Луисвилль, штат Кентукки, США. Образование получил в Род-Айлендской художественной школе, где обучался по специальности рисование и кино. Там же Ван Сент увлёкся сочинением музыки. Одноклассниками Ван Сента тогда являлись Дэвид Бирн, Тина Уэймут и Крис Франц, позднее образовавшие группу Talking Heads. В начале 1980-х годов Ван Сент переехал в Портленд, где познакомился с Уильямом Берроузом и создал недолго просуществовавшую группу Destroy All Blondes («Уничтожь всех блондинок»). Позднее, в 1990-х, Ван Сент снял несколько музыкальных видеоклипов для Дэвида Боуи и группы Red Hot Chili Peppers.
В начале своей кинокарьеры Ван Сент работал ассистентом у Роджера Кормана и увлекался творчеством Стэнли Кубрика. Как режиссёр и сценарист Гас Ван Сент дебютировал в 1985 году с чёрно-белой гей-драмой «Дурная ночь». Фильм был снят Ван Сентом на собственные деньги (всего около 25 тысяч долларов) и сделал его культовым режиссёром в гей-среде. Первый большой успех пришёл к Ван Сенту в 1989 году после фильма «Аптечный ковбой» с Мэттом Диллоном. Так что в 1991 году Ван Сент пожаловал на Венецианский кинофестиваль с фильмом «Мой личный штат Айдахо» уже в качестве знаменитости. «Мой личный штат Айдахо» — это пронзительный «роуд-муви», в котором свои лучшие роли сыграли Киану Ривз и Ривер Феникс. Этот фильм сделал Ван Сента почти что живым классиком. В 1993 году Феникс погиб от передозировки наркотиков, а с ним погиб и проект фильма об Энди Уорхоле, в котором Ван Сент отводил Фениксу главную роль. Памяти Феникса Ван Сент посвятил свой следующий фильм «Даже девушки-ковбои иногда грустят».
В 1998 году Ван Сент был номинирован в категории «Лучший режиссёр» на премию Американской киноакадемии «Оскар» за фильм «Умница Уилл Хантинг» (англ. «Good Will Hunting»). Продюсировал нашумевшую независимую киноленту «Детки» (англ. «Kids», 1995). Ван Сент написал ряд сценариев к фильмам и роман «Розовый» (англ. «Pink», 1997). Также в США был опубликован альбом его фотографий под названием «108 портретов» (англ. «108 Portraits», 1993) и выпущены два музыкальных альбома: «Гас Ван Сент» (англ. «Gus Van Sant») и «18 песен о гольфе» (англ. «18 Songs about Golf», 1999).
В начале XXI века, уже обласканный Голливудом, под впечатлением от работ венгерского режиссёра Белы Тарра Ван Сент вернулся в альтернативное независимое кино. Сначала он снял фильм «Джерри», а в 2003 году получил Золотую пальмовую ветвь на кинофестивале в Каннах за ленту «Слон» (англ. «Elephant»). Основой сюжета «Слона» стала кровавая бойня, учинённая школьниками в колледже «Колумбайн». Но этот фильм далёк от документальных опытов Майкла Мура, «Слон» скорее фильм-балет, абстракционизм в киноискусстве. А в 2005 году Ван Сент снял фильм «Последние дни» о самоубийстве звезды гранжа, похожей на Курта Кобейна.
Эти фильмы Ван Сента являются частями одной трилогии — трилогии о крайней изоляции. «Джерри» повествует о физической изоляции, «Слон» показывает изоляцию в обществе, а «Последние дни» отражают изоляцию внутреннюю, ментальную. По мнению Майкла Аткинсона, в фильмах «Последние дни», «Джерри», «Слон» Ван Сент изобрёл способ «перевести туманные приёмы Тарра в повествовательные координаты современной Америки, избежав при этом излишней затемнённости и в то же время сохранив свойственное Тарру ощущение философской глубины и тайны».
В 2008 году вышел новый фильм Ван Сента — «Харви Милк» с Шоном Пенном в главной роли, рассказывающий реальную историю Харви Милка — одного из первых политиков нетрадиционной сексуальной ориентации. Фильм был номинирован на 8 премий «Оскар», в том числе и в категории «Лучший фильм», но получил только две — за «Лучшую мужскую роль» и «Лучший оригинальный сценарий».
В августе 2008 года Гас подписывает договор с Imagine Entertainment и Columbia Pictures на съёмки фильма «Не сдавайся» по пьесе Джейсона Лью. Долгое время выход картины откладывался. В конечном итоге дистрибьюторы решили подготовить ленту к 64-му Каннскому кинофестивалю, на котором и состоялась премьера в рамках программы Особый взгляд. Картина получила в большей степени негативные отзывы критиков и провалилась в прокате.
Ван Сент — гей. Он живёт в Лос-Анджелесе.

## Фильмография
- 1985 — Дурная ночь / Mala Noche
- 1989 — Аптечный ковбой / Drugstore Cowboy
- 1991 — Мой личный штат Айдахо / My Own Private Idaho
- 1993 — Даже девушки-ковбои иногда грустят / Even Cowgirls Get the Blues
- 1995 — За что стоит умереть / To Die for
- 1997 — Умница Уилл Хантинг / Good Will Hunting
- 1998 — Психо / Psycho
- 2000 — Найти Форрестера / Finding Forrester
- 2002 — Джерри / Gerry
- 2003 — Слон / Elephant
- 2005 — Последние дни / Last Days
- 2006 — Париж, я люблю тебя / Paris, je t’aime — эпизод «Маре» («Le Marais»)
- 2007 — Параноид-парк / Paranoid Park
- 2007 — У каждого своё кино / Chacun son cinéma — эпизод «Первый поцелуй»
- 2008 — 8 / 8
- 2008 — Харви Милк / Milk
- 2011 — Не сдавайся / Restless
- 2012 — Страна обетованная / Promised Land
- 2012 — Мой личный Ривер / My Own Private River
- 2015 — Море деревьев / Sea of Trees
- 2017 — Когда мы восстанем / When We Rise
- 2018 — Не волнуйся, он далеко не уйдёт / Don’t Worry, He Won’t Get Far on Foot
- TBA — Dead Man’s Wire

### Видеоклипы
- 1991 — Under the Bridge группы Red Hot Chili Peppers
- 1998 — «Weird» группы Hanson